# Festival de l'Abbaye de Saint-Michel
Le Festival de l'Abbaye de Saint-Michel en Thiérache est un rendez-vous de chant et de musique baroque organisé en partenariat avec le festival et le concours de chant baroque de Chimay. Il se déroule tous les ans sur cinq dimanches des mois de juin et juillet.

## Site
Le festival se déroule sur le site de l'Abbaye de Saint-Michel en Thiérache, dans l'Aisne, en région des Hauts-de-France.